# 沩山
沩山，又名大沩山，是湖南省境内一座山，地处宁乡市、桃江县和安化县三个县交界处。其最高峰雪峰顶，海拔927米。

## 概述
沩山是沩水的发源地；山上有始建于唐代的密印寺是佛教沩仰宗的发源地；有千佛洞，唐宰相裴休之墓，宋理学创始人张南轩之墓。
关于沩山的名称的来源有两个说法。其一是沩山原名围山，意思是被水围绕的山。其二是舜的一个儿子名沩，在此开山。
沩山特产沩山毛尖（一种茶），沩印土鸡，养殖在雪峰顶的沩山土鸡。

## 沿革
807年，禅宗高僧沩山灵佑来此修建密印寺。828年，唐文宗赐封“大沩山”名号。849年，唐宣宗敕封“天下沩山”。
2012年10月，中华人民共和国国务院公布沩山晋升国家级风景名胜区。